# Jonathan Romero
Jonathan Romero (* 14. Dezember 1986 in Cali, Kolumbien) ist ein kolumbianischer Boxer im Superbantamgewicht. Er wird von Orlando Pineda trainiert.

## Profi
Am 15. Mai im Jahre 2009 gab er erfolgreich sein Profidebüt. Am 16. Februar des Jahres 2013 wurde er Weltmeister der IBF, als er Alejandro Lopez durch geteilte Punktrichterentscheidung bezwang. Diesen Gürtel verlor er allerdings bereits in seiner ersten Titelverteidigung im August desselben Jahres an Kiko Martinez durch T.K.o. in Runde 6.